# Echandens
Echandens är en ort och kommun i distriktet Morges i kantonen Vaud, Schweiz. Kommunen har 2 909 invånare (2023).